# The Interbeing
The Interbeing er et dansk industrielt-melodisk dødsmetalband.
Bandet blev etableret i 2006 af Toibin, Pedersen og Hansen, der havde spillet sammen under bandnavnet Tr3ple P siden 2001. De delte en fælles vision om at udvikle et lydlandskab, som blev influeret af forskelligartede musiske genrer - fra trip hop til dødsmetal. I slutningen af 2006 blev bandet udvidet med Segel som guitarist og Egefelt som trommeslager.
Bandet udgav demo-ep'en Perceptual Confusion i 2008 med sangene: "Rhesus Artificial", "Face Delection" og "Field of Grey", som alle kom med på deres debutalbum. I kølvandet på ep'en blev bandet nomineret til Årets Talentpris ved Danish Metal Awards 2018 (DMeA). I 2010 vandt The Interbeing prisen som "Bedste Metal Act" ved Underground Music Awards, og samme år vandt de Royal Metal Grand Prix i Aarhus.
Debutalbummet Edge of the Obscure blev udgivet via det danske metal label Mighty Music d. 2. maj 2011 i Danmark og d. 1. august i resten af verden. Albummet blev generelt positivt modtaget af anmelderne. Gaffa-anmelderen Keld Rud kaldte albummet: "[Det] er uden tvivl det bedste danske metalalbum, jeg har hørt i år." Aarhus Stifttidende konkluderer: "En futuristisk-metallisk kraftpræstation, der vidner om uhyggelig høj klasse". Men også udenfor Danmark blev albummet rost. Metal Hammer (UK) gav bl.a. albummet 8 ud af 10 stjerner, og den norske metal side Eternal Terror gav albummet 5 ud af 6 stjerner. Den daværende redaktør på Metal Hammer, Alexander Milas, håndplukkede bandet til at spille til magasinets showcase på South by Southwest i 2012, sammen med Motionless In White, Audrey Horne, Skindred, The Defiled og Shining (NO).
Samme år licensieres Edge of the Obscure til Japan og genoptrykkes i en Japansk udgave med to ikke før udgivne bonus remixes. Bandet spiller desuden på Pandæmonium scenen på Copenhell 2012.
Efter en del tour aktivitet i ind- og udland går The Interbeing i hiatus, og først d. 23. juni 2017 udgiver bandet deres andet album Among the Amorphous. Albummet blev udgivet på det tyske sublabel Long Branch Records under det toneangivende pladeselskab SPV GmbH. Albummet blev generelt positivt modtaget af anmeldere over hele verdenen. Metal Hammer (UK) gav den 8 ud af 10 stjerner og skrev: “… an epic, sci-fi, dystopian concept album”. Ligeledes skrev danske anmeldere i positive vendinger om albummet: ”De har begået et fabelagtigt album” (9/10 stjerner, Heavymetal), ”… industrielt pumpende og fandens velklingende” (4/5 stjerner, Devilution).
På udgivelsesdagen for albummet spillede bandet for anden gang på Copenhell. Denne gang på den noget større HADES scene. I løbet af efteråret 2017 spillede The Interbeing bl.a. som hovedsupport for det Australske metal band Twelve Foot Ninja på deres Europaturné. En turné der strakte sig igennem seks lande over tre uger.
I februar 2019 udgav The Interbeing en ny single ved navn "Depressor" med tilhørende musikvideo.
I maj 2022 annoncerede bandet førstesinglen "Black Halo" fra deres kommende tredje album. Singlen udkom d. 10. juni 2022. Samtidig annoncerede bandet at deres tredje album "Icon of the Hopeless" bliver udgivet d. 18. november via danske Prime Collective.

## Medlemmer
- Dara Toibin – Vokal
- Boas Segel – Guitar, Programmering
- Andreas Bjerno – Guitar, Vokal
- Jacob Aarosiin Hansen – Bas
- Kristoffer Egefelt – Trommer

## Tidligere medlemmer
- Damien Anthony Hinchliffe - Guitar
- Torben Pedersen - Guitar, Vocal
- Andreas Bjerno - Guitar, Vocal

## Diskografi
- Perceptual Confusion (EP 2008)
- Edge of the Obscure (Album 2011)
- Among the Amorphous (Album 2017)
- Icon of the Hopeless (Album 2022)

Noter
1. ↑  http://mightymusic.dk/releases/interbeing-edge-of-the-obscure/
2. ↑  Rud, Keld (2011-05-02). "The Interbeing: Edge of the Obscure". Gaffa. Arkiveret fra originalen 10. september 2012. Hentet 2013-04-19.
3. ↑  The Interbeing: Edge of the Obscure | stiften.dk
4. ↑  SXSW '12 - THE METAL SHOWCASES | MetalSucks
5. ↑  The Interbeing - Among Amorphous album review | Louder
6. ↑  The Interbeing - Among The Amorphous | Anmeldelse | Heavymetal.dk
7. ↑  Kulminationen af seks års ventetid